# Tiger Someș
Tiger Someș Dej este o companie producătoare de hârtie cu polietilenă din Dej.
Tiger Someș produce hârtie cu polietilenă imprimată destinată ambalării produselor din carne, brânzeturilor și produselor de cofetărie și patiserie, hârtie cu polietilenă pentru ambalarea produselor porționate precum zahăr, piper, cacao sau condimente, dar și fețe de masă și servețele de unică folosință.
Compania a fost înființată în anul 1992, ca o societate mixtă romano-italiană.
Fabrica deținută de companie a fost realizată printr-un proiect Greenfield și a însemnat o investiție de 2,8 milioane euro.
Acționariatul Tiger Somes este format din Valentino Fornaroli, care deține, direct și indirect, 72% din acțiuni, Adrian Itu și Mircea Itu, cu 24%, restul de 4% fiind împărțite între alți doi oameni de afaceri italieni.
Printre clienții companiei se numără Carrefour, Cris-Tim, Auchan, Real, Angst, Metro, Cora, Mega Image, Napolact.
Compania deținea până în anul 2007 două divizii în Dej, cea de hârtie cu polietilenă și cea de ambalaje flexibile.
În anul 2007, a vândut către grupul ceh OTK, specializat în producția de ambalaje și etichete, activitățile de producție ambalaje, care reprezentau 40% din afacerile Tiger Someș.
Cifra de afaceri în 2007: 3,3 milioane euro